# Svarta ballader (musikalbum)
Svarta ballader är Sofia Karlssons andra studioalbum, utgivet 2005. På skivan tolkar hon uteslutande låtar av Dan Andersson. Skivan blev Karlssons genombrott och tilldelades flera priser, däribland en Grammis för år 2005 och Manifestgalans pris 2006. Skivan har sålt i över 60 000 exemplar i Sverige (2011).

## Låtlista
Samtliga texter är skrivna av Dan Andersson. Alla arrangemang är gjorda av Sofia Karlsson, utom på "Jag väntar..." (Karlsson, Esbjörn Hazelius), "Omkring tiggarn från Luossa" (Karlsson, Oskar Schönning) och "Helgdagskväll i timmerkojan" (Karlsson, Schönning).
1. "Jag väntar..." - 4:07 (musik: Gunnar Turesson)
2. "Vaggvisa" - 4:19 (musik: Sofie Livebrant)
3. "Jag har drömt..." - 3:26 (musik: Sofia Karlsson)
4. "Omkring tiggarn från Luossa..." - 4:18 (musik: Gunde Johansson)
5. "Julvisa i Finnmarken" - 3:15 (musik: Thorstein Bergman)
6. "Vaknatt" - 2:15 (musik: Thorstein Bergman)
7. "Du liv..." - 4:47 (musik: Sofie Livebrant)
8. "Till min syster" - 2:17
9. "Helgdagskväll i timmerkojan" - 6:07
10. "Mot ljuset" - 3:47 (musik: Sofie Livebrant)
11. "Minnet" - 3:05

## Inspelning
Skivan är inspelad vid flera olika tillfällen under 2004. Spår 1-5, 9 och 11 är inspelade på Gammelgården, Ösmo i maj och september. Slutet av spår 11 spelades in över telefon i mars av Sofie Livebrant. Spår 6 är en heminspelning gjord hos Peter och Sofie i Gamla stan i oktober. Spår 7 och 10 är inspelade på Kapsylen i december. Spår 8 spelades in av Janne Hansson i november i Atlantis Studios.

## Medverkande
Musiker
- Ale Möller – mandola, dragspel och munspel
- Emil Strandberg – trumpet
- Esbjörn Hazelius – cittern, gitarr, fiol och såg
- Lena Willemark – sång
- Leo Svensson – cello
- Lisa Rydberg – fiol
- Mikael Augustsson – bandoneon
- Nils Berg – basklarinett
- Nils Röhlke – pedal steel
- Oskar Schönning – kontrabas
- Sara Isaksson – sång
- Sebastian Notini – slagverk
- Sofia Karlsson – sång, bouzouki och tramporgel, producent
- Sofie Livebrant – piano
- Thorstein Bergman – sång, gitarr

Övriga
- Claes Persson – mastering
- Göran Greider – konvoluttext
- Göran Petersson v producent
- Helena Andersson – hår och make-up
- Jeff Ganellen – översättning
- Johan Månsson – grafisk formgivning
- Karin Olebjörk – stylist
- Magnus Selander – fotograf
- Rogelio de Badajoz Duran – röstcoach
- Sigge Krantz – producent, mixning

## Mottagande
Skivan fick ett mycket gott mottagande. Helsingborgs Dagblad gav skivan betyget 4/5. Recensenten skrev "Med sina fingertoppskänsliga arrangemang lyckas hon föra in Dan Anderssons poesi om drömmar, uppbrott och längtan lyrik i samtiden." Dagensskiva.com rosade skivan och gav betyget 10/10. Recensenten skrev "Sofia Karlsson har byggt en bro till min barndoms möte med Dan Andersson. Det romantiska, urskogens ensamhet och längtan efter närhet." Även Rootsy.nu beskrev skivan i positiva ordalag där recensionen avslutades med orden "härmed utses Svarta ballader med Sofia Karlsson till 2005 års bästa album i genren svensk visa och folkmusik."
Utöver de positiva recensionerna tilldelades Karlsson en Grammis i kategorin "årets visa" 2005. 2006 vann hon pris i kategorin "folk/världsmusik" på Manifestgalan. Juryns motivering löd ""Med en legering av svensk vistradition, folkmusikalisk precision och lekfulla genrelån har Sofia Karlssons skiva Svarta ballader gjort Dan Andersson omistlig för ytterligare en generation."
2008 tilldelades Karlsson Dan Andersson-priset. I sitt tacktal sa Karlsson "För mig är det här det finaste priset som går att få. Det är utdelat av människor som älskar Dan Andersson, hans diktarskap och hans verk. Och det utdelas till människor som lika mycket älskar Dan Andersson, hans liv och verk. Så det är ett pris utdelat lika mycket av och för kärlek, som för arbetsinsats och framgång. Därför är detta för mig det finaste priset jag kan få."

## Listplaceringar
| Lista (2005) | Topplacering |
| ------------ | ------------ |
| Sverige      | 6            |